# 星际弹球之无极挑战
《星际弹球之无极挑战》（又称“无限弹球”、“迷失的世界之无限迷阵”），是一款美国的Reflexive Entertainment公司所制作的一款打砖块系列游戏。这款游戏是Reflexive公司继承于《星际弹球之终极弹球》（2001年发布）的引擎，并完善于《星际弹球之失落的世界》（2004年发布）和《星际弹球之失落的世界：再袭击》（2004年发布）游戏以后的又一款打砖块系列游戏之作。
在2010年9月8日，该游戏又再发布了iPhone的app版本。其中该游戏的手机版本利用了在玩游戏时的设备灵活性。
由于游戏制作商Reflexive Entertainment在2010年3月31日宣布停止售卖它属下的游戏，加上2014年被亚马逊公司属下的游戏工作室产业收购。虽然属下官网（www.ricochetinfinity.com）还在运营，但2017年12月7日在没有向玩家咨询的情况下突然停止对外服务，令游戏的Other Galactic Advertures选项更新关卡功能也无法第一时间更新。

## 概述
这款游戏是由玩家控制由船只机器制作成的挡板来挡住飞来飞去的球不掉出场外，要直到场上的所有砖块全部消失或碎掉才能宣告通关。如果球在关卡中途掉出场外，就要扣掉一条命。如果玩家的剩余命数＜0的话就立即宣告GAME OVER。与其他Reflexive所制作的打砖块系列游戏制作不同的是，这一作必须要进入服务器分享区域内下载并打开了人家制作的关卡才能玩。
Ricochet Infinity的遊戲玩法遵循之前的趨勢。玩家控制連接到玩家飛船的槳盾。您必須至少保留一個球（稱為離子球）才能在屏幕上停留很長時間，直到您清除所有塊。目標是通過用離子球、激光或導彈擊中這些塊來破壞關卡中的所有可破壞塊。離子球可以在防護罩上反彈。如果屏幕上沒有離子球，玩家將失去生命。如果玩家沒有剩餘生命，則玩家輸掉遊戲並且必須從頭重新開始階段。
沒有故事情節；相反，關卡分為稱為行星的集合，完成每個行星的所有階段將解鎖下一個行星。行星分為兩集；第一集是Episode 1: Ricochet Infinity，默認可用。第二個“第2集：三角洲象限”；這些可以在完成第一集的所有行星後解鎖。
此外，玩家可以下載用戶創建的關卡，遊戲包括一個關卡編輯器，允許在線共享用戶創建的關卡。
與“Ricochet Lost Worlds”和“Ricochet Lost Worlds: Recharged”一樣，所有提供的關卡和大多數用戶創建的關卡都包含稱為金戒指的物品。收集這些金戒指可能是一項挑戰，有時會變得更加困難，因為在所有磚塊被摧毀後離子球會停止，即使仍有一些金戒指剩餘。收集這些金戒指來解鎖新的船和球。

## 游戏道具
| 道具类型         | 官方名称 | 道具状态                                                                       | 游戏状态 | 效果 | 作用 |
| ---------------- | -------- | ------------------------------------------------------------------------------ | --- | --- | --- |
| 安全网           |          | 银边绿色渐变椭圆形内带有两条荧光绿色的波浪线                                   | 一条黄色的直线 | 除了穿墙球或闪电球的闪电或激光球的炮弹以外，其他被弹球撞了一下就会弹回去且减少一个安全网。                         | 防御一次弹球掉出场外。 |
| 附加1命          |          | 绿底箭头外带有绿底圆圈                                                         | 无 | 添加玩家一次生命的机会                                                                                             | 添加玩家一次生命 |
| 减速             |          | 银边黑椭圆形内带有逆时针缓慢旋转的黄色箭头                                     | 球速比原来更慢 | 使弹球的原本移动速度下减少30。                                                                                     | 降低弹球的移动速度 |
| 加速             |          | 银边黑椭圆形内带有顺时针快速旋转的红色箭头                                     | 球速比原来更快 | 使弹球的原本移动速度下增加30。                                                                                     | 提高弹球的移动速度 |
| 激光枪           |          | 银边绿色渐变椭圆形内带有短的枪支                                               | 挡板船附近添加了小型枪支效果 | 使挡板船添加一般枪支射击，但射不穿硬砖块和超硬砖块。                                                               | 使挡板船添加一般枪支射击，随着枪支数量拿得越多，攻击的范围越大。 |
| 电磁炮（EMP）    |          | 银边绿色渐变椭圆形内带有三个黄色的小正三角形                                   | 弹球沿边多了6个由会闪烁的小三角形组成正六边形的图案。如弹球制造器已拿，两种效果重叠会呈现出正十二边形的绚丽效果。               | 随着该球移动的位置按下鼠标左键即可引爆在弹球刚刚移动到的范围内的砖块。                                             | 引爆在弹球刚刚移动到的范围内的砖块。 |
| 强酸球           |          | 银边圆圈内带有绿底黑斑的球                                                     | 弹球内变成绿色，并伴有绿色的光晕效果。                                                                                          | 使球撞击至砖块时，可以把该球碰到的其中一块或更多的可碎砖块或硬砖块从屏幕上消失，并从撞击砖块的一端弹回去。         | 移除该球碰到的其中一块或更多的可碎砖块或硬砖块 |
| 火焰球           |          | 银边圆圈内带有黄底黑斑的球                                                     | 弹球内变成黄色，并伴有黄色的流星效果。                                                                                          | 使球撞击至砖块时，可以把该球碰到的一大片或更多的可碎砖块或硬砖块从屏幕上消失。并从撞击砖块的一端弹回去。           | 移除该球碰到的一大片或更多的可碎砖块或硬砖块 |
| 穿墙球           |          | 银边圆圈内带有蓝色内发白光的球                                                 | 弹球内变成蓝白色，并伴有蓝白色的流星效果。                                                                                      | 使球撞击至砖块时，可以把该球碰到的一大片或更多的可碎砖块或硬砖块从屏幕上消失。并从撞击砖块中穿过。                 | 移除该球碰到所经过区域的可碎砖块或硬砖块 |
| 重置挡板船       |          | 银边银色椭圆形内带有会闪烁的红色类似船只效果。                                 | 挡板船的效果还原至默认状态。 | 挡板船的效果全重置。                                                                                               | 重置挡板船的效果。 |
| 冻结令           |          | 银边红色渐变椭圆形内带有冰蓝色的方块。                                         | 挡板船无法移动，直到船只带有冰蓝色的大方块碎裂为止。                                                                            | 挡板船在4秒内无法移动                                                                                              | 挡板船如在4秒内无法移动的状态下且弹球不掉出场外的话，将会获得1000个积分。 |
| 挡板缩短器       |          | 银边银色椭圆形内带有两个闪烁的红色且相对方向的等腰三角形                       | 挡板船的挡板长度缩短了 | 缩短挡板船的挡板长度                                                                                               | 缩短挡板船挡板的原本长度。 |
| 挡板延长器       |          | 银边银色椭圆形内带有两个闪烁的靛色且相斥方向的等腰三角形                       | 挡板船的挡板长度延长了 | 延长挡板船的挡板长度                                                                                               | 延长挡板船挡板的原本长度。 |
| 迷你球           |          | 银边圆圈内带有呈缩小动作效果状的红球                                           | 弹球的体积比原来的样子缩小了 | 缩小弹球的体积 | 缩小弹球的原本体积 |
| 默认球           |          | 银边圆圈内带有一般灰色弹球的样子                                               | 弹球的状态还原至默认状态 | 弹球的状态全重置。                                                                                                 | 重置弹球状态。 |
| 镭射激光束       |          | 银边绿色渐变椭圆形内带有一个电离辐射的符号                                     | 挡板船发出黄色光束 | 在挡板船发出黄色光束的情况下，按下鼠标左键即可破坏在挡板船呈y轴的所有除超硬砖块外的所有砖块。                      | 破坏在挡板船呈y轴的所有除超硬砖块外的所有砖块。 |
| 弹球制造器       |          | 银边绿色渐变椭圆形内带有六个灰色的小正六边形                                   | 弹球沿边多了6个灰色小正六边形组成的正六边形图案。如电磁炮已拿，两种效果重叠会呈现出正十二边形的绚丽效果。                       | 当弹球每碰到一次砖块后，都有一个小球从屏幕上方掉下来，如果小球碰到挡板船，小球将会变成默认球并以原本速度继续移动。 | 弹球碰到砖块后就从屏幕顶部创建一个弹球。 |
| 激光球           |          | 银边绿色渐变椭圆形内有紫边银球，外部带有紫色不规则的直线。                     | 弹球内变成带有紫色边的弹球，并伴随着激光的飞溅。                                                                                | 无论弹球去到何方（除非掉出场外），都会有随机飞溅出来的激光射击在弹球范围的砖块。                                   | 使球更加带有随机激光的炮弹效果来移除更多的可碎砖块。 |
| 花雾             |          | 银边黑色椭圆形内带有六个蓝白色迷你呈曲线状围成的花状图形                       | 弹球沿边多了6个蓝白色迷你呈曲线状围成的花状图形组成正六边形的图案。如弹球制造器已拿，两种效果重叠会呈现出正十二边形的绚丽效果。 | 随着该球移动的位置按下鼠标左键，即可飞溅出蓝白色的子弹，破坏掉在弹球刚刚移动到的范围内的砖块。                     | 破坏在弹球刚刚移动到的范围内的砖块。 |
| 导向炮弹枪       |          | 银边绿色渐变椭圆形内带有长的枪支                                               | 挡板船附近添加了长的枪支效果 | 使挡板船添加长的枪支射击，射出来的炮弹虽然不能穿硬砖块，但炮弹能追踪砖块的要害位置来击碎一般砖块。                 | 使挡板船添加长的枪支射击，随着枪支数量拿得越多，攻击的范围越大，并带有追踪炮的效果。 |
| 重炮枪           |          | 银边绿色渐变椭圆形内带有大的枪支                                               | 挡板船附近添加了大的枪支效果 | 使挡板船添加大的枪支射击，射出来的炮弹既能射穿一般砖块和硬砖块，也能射穿一大片范围内的砖块。                       | 使挡板船添加大的枪支射击，随着枪支数量拿得越多，攻击的范围越大。 |
| 接球器           |          | 银边黑色椭圆形内带有电流效果的图像                                             | 挡板船上面带有电流效果 | 每当弹球回到挡板船上，将会停留在挡板船上不动，直到用户发动发球为止。                                               | 使弹球能在挡板船上停下来 |
| 一分为三         |          | 蓝边圆圈内有标记着“3”字的数字，在圆圈内以及圆圈周围都带有3个蓝色的球体转动着。 | 弹球从1个变成3个（呈直线或放射线形式出现）。如场上本身有≥2个弹球，弹球数量每次增加2个。                                         | 使弹球呈直线或放射线形式添加2个弹球                                                                                | 添加在屏幕上的弹球数量2个 |
| 一分为八         |          | 蓝边圆圈内有标记着“8”字的数字，在圆圈内以及圆圈周围都带有8个蓝色的球体转动着。 | 弹球从1个变成8个（呈放射线状出现）。如场上本身有≥2个弹球，弹球数量每次增加7个。                                                 | 使弹球呈放射线状添加7个弹球                                                                                        | 添加在屏幕上的弹球数量7个 |
| 引导激光         |          | 银边黑色椭圆形内带有绿白渐变效果的折线                                         | 屏幕上出现根据球的运动方向定义出球所运行的路线                                                                                  | 使玩家提前预知球的运行方向。                                                                                       | 使玩家预知球的运行方向 |
| 挡板船辅助器     |          | 银边绿色渐变椭圆形内，挡板船附近带有柠檬黄的粗横线。                           | 挡板船两边添加了柠檬黄的粗横线。                                                                                                | 当球遇到柠檬黄的粗横线时候都不会掉出屏幕以外且反弹回去                                                             | 哪怕在挡板船挡不住弹球时，遇到挡板船两边的柠檬黄粗横线将会反弹回去。 |
| 挡板船技能生成器 |          | 银边蓝靛色渐变的椭圆形内带有黄色星星的挡板船只                                 | 展现出挡板船的特殊技能效果 | 使该挡板船的所属技能特效展现出来（由于每个挡板船的技能都有不同，所以生成的效果都不一样。）                         | 展现挡板船特殊技能效果 |
| 闪电球           |          | 银边圆圈内带有荧光绿的发光球                                                   | 弹球内变成荧光绿色，并伴有闪电的电流效果。                                                                                      | 使球撞击至砖块时，可以把该球附近的一片或更多的可碎砖块从屏幕上消失。并从撞击砖块的一端弹回去。                     | 移除该球碰到的一片或更多的可碎砖块 |
| 探头             |          | 银边黑色椭圆形内带有一个紫色和白色相间的曲线                                   | 挡板船发出紫色和白色相间的光芒                                                                                                  | 在挡板船发出紫色和白色相间的光芒情况下，随着该球移动的位置按下鼠标左键，即可破坏在球至船的直线范围内所有的砖块。   | 破坏在球至船的直线范围内所有的砖块。 |
| 导弹             |          | 导弹掉落在屏幕底部                                                             | 会使挡板船损毁，但球体不会消失。直到全部弹球打掉屏幕上的全部砖块或直接掉出屏幕为止。                                            | 会使挡板船损毁 | 虽然会使挡板船损毁，但弹球不会消失。直到全部弹球打掉屏幕上的全部可碎砖块或直接全部掉出屏幕为止。如果球体碰到导弹将会有少量的积分获取，如果在挡板船损毁以后，弹球把屏幕上的全部可碎砖块都打掉的话，就有1000积分获取。 |

## 關卡編輯器
星际弹球之无极挑战有一個改進的關卡編輯器，允許在關卡中進行更複雜的動作等。此關卡編輯器允許玩家創建自己的關卡，並可以與世界共享。與其他系列不同，它有一個關卡下載器來下載創建的關卡（而Ricochet Xtreme沒有關卡下載器，而Ricochet Lost Worlds和Ricochet Lost Worlds: Recharged用戶創建的關卡必須從互聯網手動下載）。
但是，添加自定義背景、磚塊、環境樣式和其他開發人員構建功能的功能已被刪除。